# Kammerberg (Fahrenzhausen)
Kammerberg ist der am westlichsten gelegene Gemeindeteil der Gemeinde Fahrenzhausen im Landkreis Freising (Oberbayern). Vor der Gebietsreform war Kammerberg eine selbstständige Gemeinde.

## Geographie
Kammerberg ist ländlich, etwa 3,8 Kilometer nordwestlich von Fahrenzhausen gelegen, umgeben von den Nachbarortschaften Gramling, Giebing, Piflitz, Kollbach, Weißling, Lauterbach, Bachenhausen sowie Viehbach.
Circa ein Kilometer östlich von Kammerberg verläuft die B13. Südlich schließt der Kammerberger Wald, Hiakl genannt, an. Westlich von Kammerberg fließt der Rettenbach.

## Geschichte
Kammerberg wird erstmals zwischen 1006 und 1029 urkundlich „Perga“ genannt. 1315 heißt dieser Ort „Chamerberch“. Er stand in enger familiärer Beziehung zu Hohenkammer. Die Familienmitglieder der „Chammerberger“ dienten vom 13. bis zum 15. Jahrhundert den bayerischen Herzögen als Ministerialen und waren vor allem als Richter und Pfleger tätig. Kammerberg war eine bayerische Hofmark, die zum Landgericht Kranzberg gehörte.
Im Zuge der Gemeindebildung nach dem Zweiten Gemeindeedikt von 1818 entstand auch die Gemeinde Kammerberg. Die letzten Reste der Adelsherrschaft wurden in der Revolution 1848 abgeschafft. 
Am 1. Mai 1978 wurde die bis dahin selbständige Gemeinde nach Fahrenzhausen eingemeindet.

## Bauwerke
Die Gemeinde Kammerberg weist eine Reihe von geschützten Baudenkmälern auf, die in der Liste der Baudenkmäler in Fahrenzhausen verzeichnet sind.

### Schloss
Das Schloss Kammerberg wurde im 17./18. Jahrhundert erbaut und war ursprünglich eine Vierflügelanlage, die mehrfach umgestaltet wurde. Der Südflügel wurde nach 1828 klassizistisch umgestaltet, der Westflügel 1790 neu erbaut. Es ist von einem Wassergraben umgeben. 1814 erwarb es der Unterbrucker Posthalter Karl Friedrich von Paur (1780–1854). Seit 1826 leben im Schloss die Freiherrn von Vequel-Westernach.

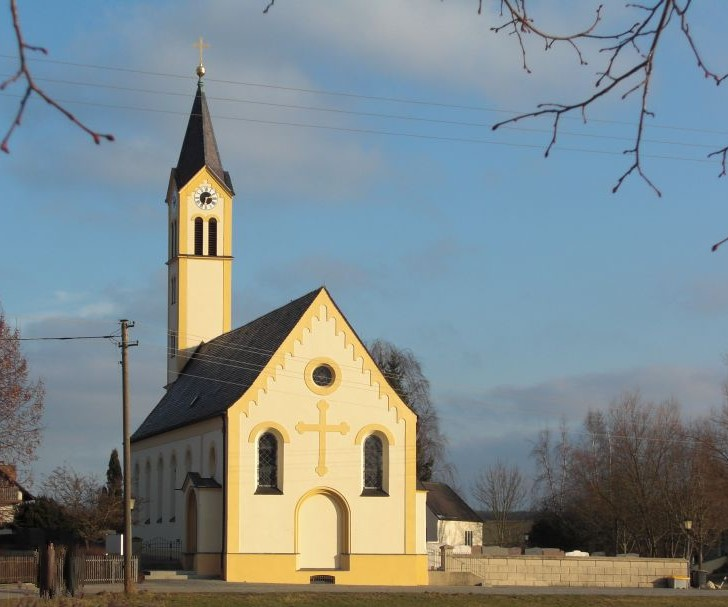
St. Johannes der Täufer

### Kirche St. Johannes der Täufer
Seit 1804 ist Kammerberg Teil der Pfarrei Giebing, welche wiederum mit Jarzt und Weng einen Pfarrverband bilden. Es ist bekannt, dass bereits im Jahre 1315 die erste Kirche in Kammerberg errichtet wurde. An der Stelle, wo die heutige St.Johannes d.Täufer – Kirche erbaut ist, stand zuvor ein um das Jahr 1610 errichtetes Gotteshaus, welches im Jahre 1890 im Stile des Historismus neu erbaut wurde. Unter anderem findet sich in der Kirche ein Familiengrab (Familiengruft) des Adelsgeschlechts zu Kammerberg. Die im Zweiten Weltkrieg eingezogenen Glocken wurde 1949 ersetzt.

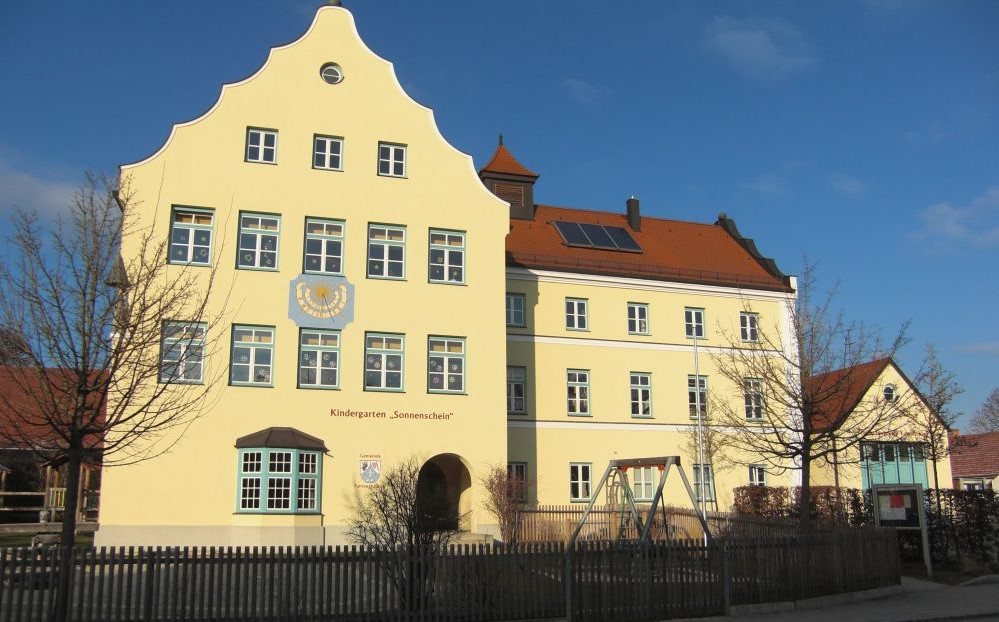
Kindergarten „Sonnenschein“

### Kindergarten
Der Kindergarten befindet sich in dem Gebäude der ehemaligen Kammerberger Volksschule. Das Haus wurde im Jahre 1998 renoviert und ist seither als Gemeindekindergarten Sonnenschein für 79 Kinder pro Jahr zugänglich.

### Windrad
Das „Bürger Windrad Kammerberg“ ist ein Windrad vom Typ Enercon E-115 mit 149 Meter Nabenhöhe und einer Gesamthöhe von 207 Meter. Es wird betrieben von der Bürger Energie Genossenschaft – Freisinger Land eG. Es gibt noch Pläne für weitere Windräderturme zu bauen.

## Vereine
Folgende Vereine sind in Kammerberg ansässig:
- SpVgg Kammerberg e. V., gegründet 1947;  mit den Abteilungen Fußball, Damengymnastik, Theater, Ski
- Faschingsverein Kammerberg-Fahrenzhausen e. V., gegründet 1979, zuerst als Unterabteilung der SpVgg, später als eigenständig eingetragener Verein; Abteilungen Faschingsgarde, Kindergarde
- Schützengesellschaft Cimbria Kammerberg e. V., gegründet 1877
- Freiwillige Feuerwehr Kammerberg,  gegründet am 15. März 1875
- Krieger- und Soldatenverein Kammerberg e. V., gegründet am 26. Januar 1919

Die unterschiedlichen Vereine pflegen ein regelmäßiges und engagiertes Vereinsleben mit diversen Veranstaltungen:
- SpVgg Kammerberg: Sommerfußballturnier, Skikursfahrten, Theaterveranstaltungen, Fun 4 Kids-Day
- Faschingsverein:  Auf Gehts Ball, Inthronisationsball, Starkbierfest, Faschingsumzug (Fahrenzhausen – Bachenhausen – Kammerberg), „Fun 4 Kids“-Day
- Cimbria Kammerberg: Schützengrillfest, Sommer-Bogenschießen, Rad-Rally.
- Freiwillige Feuerwehr Kammerberg: Feuerwehrgrillfest und am ersten Montag im Monat regelmäßige Einsatzübungen im Ortsgebiet.